# Otto Thye
Otto Gerhard Reinhard Thye (* 16. Mai 1885 in Halstrup; † 23. Oktober 1947 in Mansie) war ein deutscher Landwirt und Politiker (DNVP, NSDAP). Er war von 1925 bis 1933 Abgeordneter des Oldenburgischen Landtages.

## Leben
Thye war der Sohn eines Landwirts. Er besuchte zunächst die Landwirtschaftsschule Neuenburg, absolvierte danach ein Studium an der Hochschule Hohenheim und übernahm im Anschluss die Leitung des väterlichen Hofes in Mansie. Im Genossenschaftswesen verankert, war er unter anderem Mitglied des Vorstandes der Landwirtschaftlichen Zuchtgenossenschaft Oldenburg.
Im Mai 1925 wurde Thye erstmals in den Oldenburgischen Landtag gewählt, dem er bis 1933 angehörte. Bis zu seinem Eintritt in die NSDAP Anfang 1931 war er Mitglied der bürgerlich-nationalen Fraktion Landesblock, die er im Finanzausschuss vertrat. Als Fraktionsmitglied der NSDAP wurde er im Juni 1931 erneut Mitglied des Finanzausschusses, zudem gehörte er ab Juni 1932 dem Vertrauensmännerausschuss an.
Thye war seit 1928 Zweiter Beigeordneter und wurde 1933 Erster Beigeordneter der Gemeinde Westerstede. Ab 1933 war er Mitglied des Amtsvorstandes Ammerland und Kreisbauernführer. Infolge innerparteilicher Differenzen wurde er nicht mehr als Beigeordneter bestätigt, woraufhin er 1934 alle Ämter niederlegte und sich aus dem öffentlichen Leben zurückzog. Nach der Übergabe des landwirtschaftlichen Betriebes an seinen Sohn 1937 widmete er sich der Waldpflege und historischen Privatstudien.